# 纳朗格阿尔
纳朗格阿尔（Naraingarh），是印度哈里亚纳邦Ambala县的一个城镇。总人口18209（2001年）。

## 人口
该地2001年总人口18209人，其中男性9571人，女性8638人；0—6岁人口2207人，其中男1176人，女1031人；识字率73.38%，其中男性为78.62%，女性为67.56%。